# Austrazenia pura
Austrazenia pura là một loài bướm đêm thuộc họ Noctuidae. Nó được tìm thấy ở Úc.